# Mócvidék

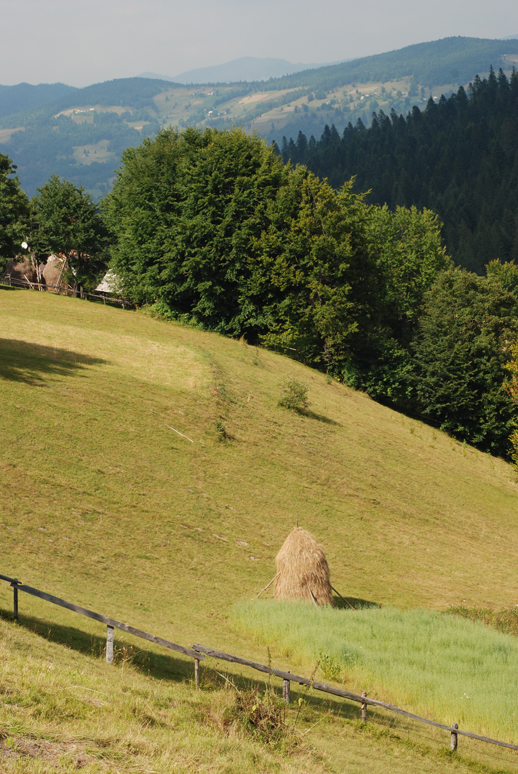

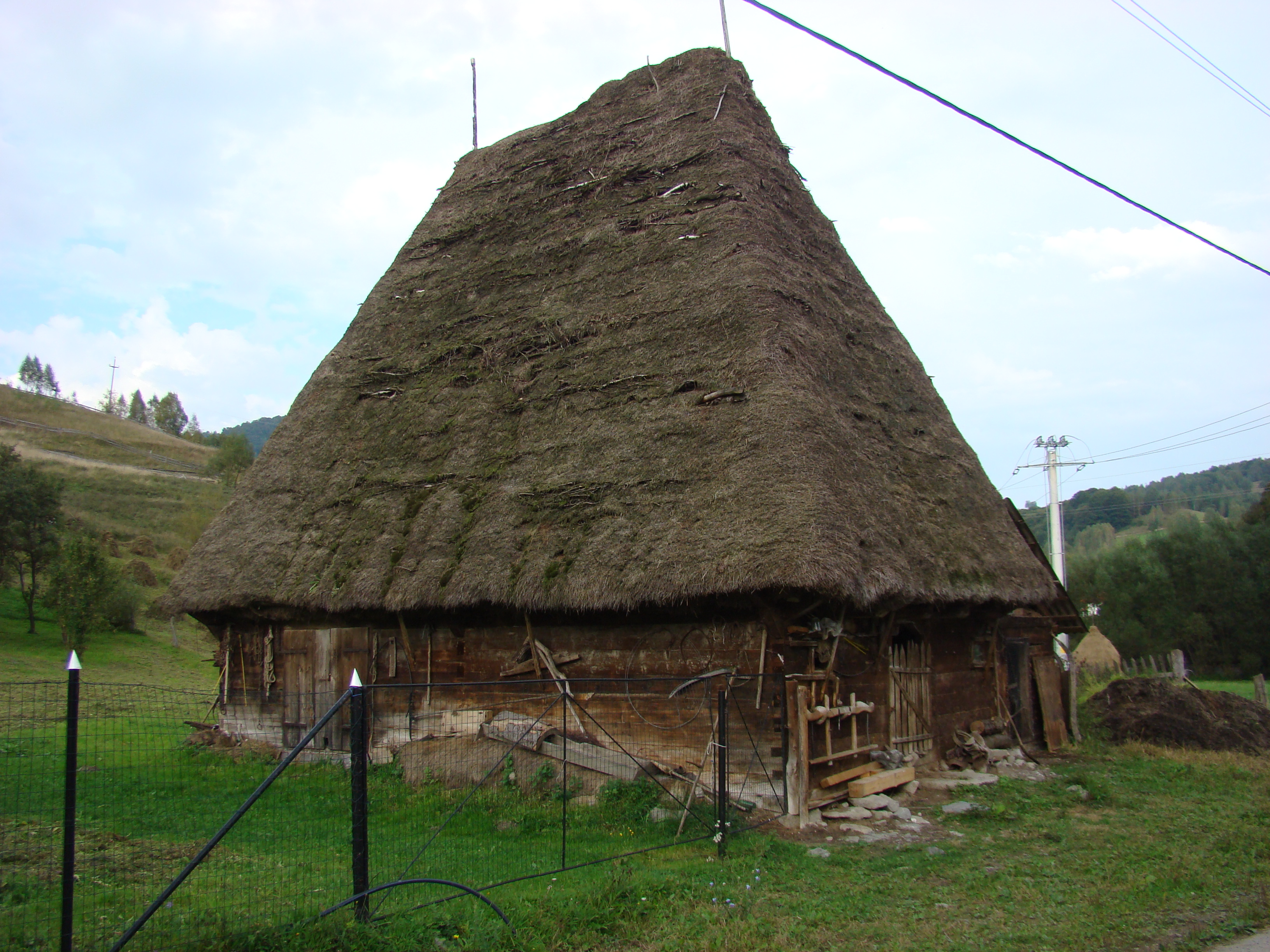

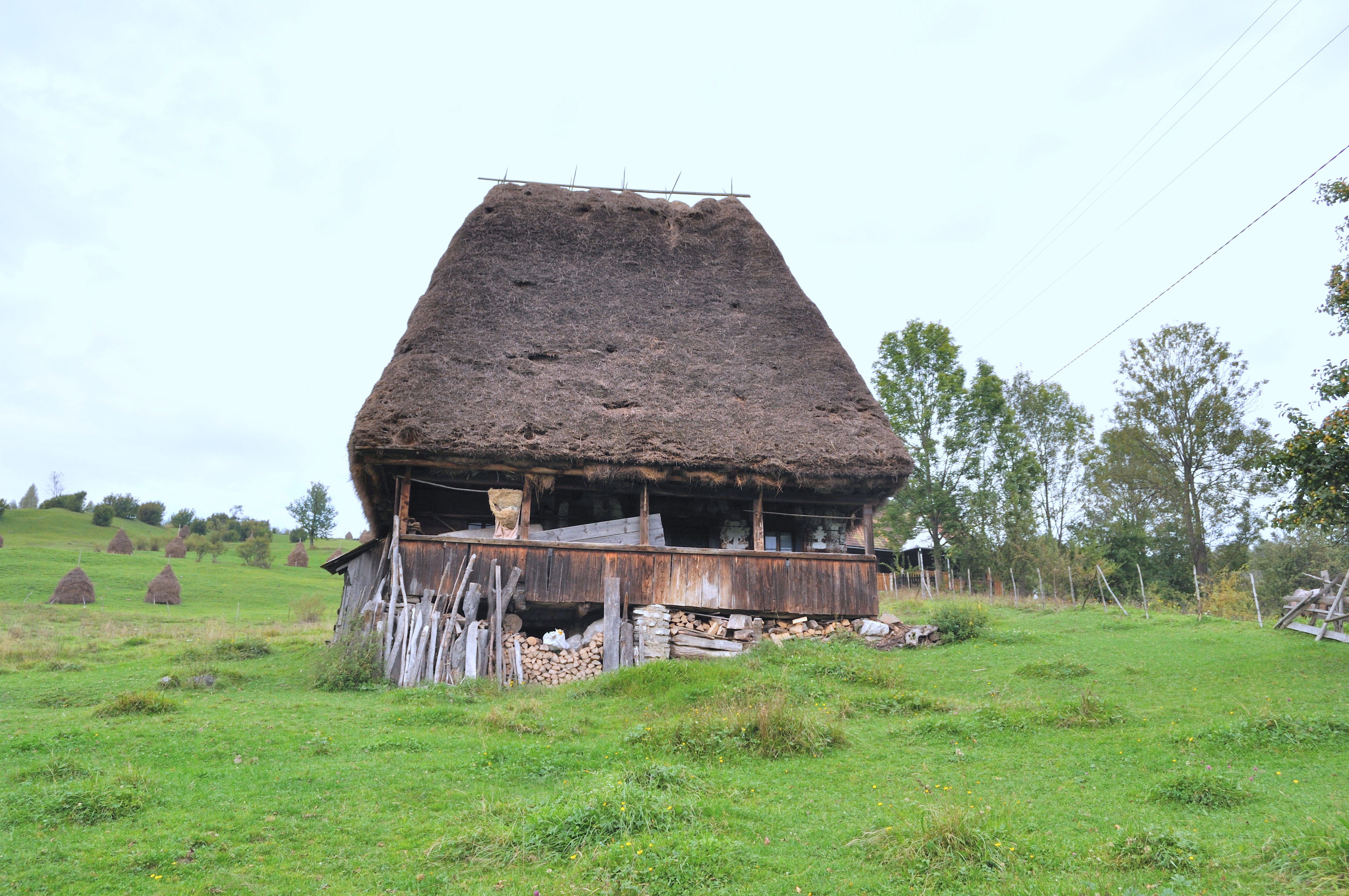

A Mócvidék, Mócföld (Țara Moților) a mai napig jórészt háborítatlan hegyvidéki táj. Az Erdélyi-szigethegység földrajzilag is elkülönülő néprajzi tájegysége a Bihar-hegység, a Gyalui-havasok és az Erdélyi-érchegység térségében, a Fehér-Körös és az Aranyos folyók medencéjének felső részén, Fehér, Arad, Bihar, Kolozs és Hunyad megyék területén található.

## Története
A honfoglalás után a területen letelepedő magyarok főleg a síkságokat és a kisebb dombos területeket foglalták el, s kezdtek mezőgazdasági tevékenységbe és állattenyésztésbe.
Erdély addig lakatlan magasabban fekvő hegyes vidékein a 12. század végén jelent meg dél felől, a Balkán-félsziget vidékéről a vlach pásztornép, melynek egy népcsoportját képezik a mócok. Első okleveles említésük 1201-ből, II. András király egyik oklevelében tesz róluk említést (Terra Blachorum). A magasabb domboldalakon kenézeik vezetésével megtelepedő vlachok főleg pásztorkodással foglalkoztak és kisebb kiváltságokat élveztek. A 14. századig saját kenézeik alatt éltek a magyar állam területén, melynek egyes váraihoz csatoltattak, kötelezve magukat egyúttal bizonyos számú katona kiállítására is. A 18. századra Erdélyben számuk 250 000 körül volt, a következő század végére pedig számuk már megközelítette a 800 000 főt.
A mócok öt erdélyi megye (Bihar, Arad, Hunyad, Fehér és Kolozs megye) hegyvidéki falvaiban és tanyavilágában élnek, településeik, tanyacsoportjaik gyakran a legmagasabb csúcsokig felhúzódnak.
Az 1200 m-es magasságban, az Ocoale-Scărişoara fennsíkon található tanyák Erdély legmagasabban fekvő települései közé tartoznak: Ocoale - tanyaság (Szkerisóra - Scărişoara fennsík), Sfoartea falu (Ördöngös - Ordâncusa-völgy), Kőház/ Casa de Piatră (Gârda-Seacă - völgy).

## Az elnevezés jelentése
A " MOȚ" szó románul hajtincset jelent, jelentése a férfiak hagyományos hajviseletére vezethető vissza: régebben ugyanis az itt élő "móc" férfiak hajukat varkocsba fonták, esetleg a fejük tetején bóbitába kötötték.

## Életformájuk
A móc életformát az elszigeteltség, önmagukra utaltság, önellátás jellemezte, a széles hegyoldalakon szétszórtan fekvő házaik, tanyáik messze feküdnek a városoktól, nagyobb településektől. A havasi kürt a hegyi pásztorok fontos eszköze volt, az egymástól távol legeltető juhászok ezzel adtak jelzést, társaik vagy az otthoniak számára. Idegenforgalmi látványosságként ma is több helyen láthatja a turista ezt az érdekes népi hangszert.
A mócokat ma foglalkozásuk alapján két csoportra oszthatjuk; a faiparban dolgozókra és az Abrud vidéki bányászokra. A mócok leginkább sajtárakat, csebreket, zsindelyeket és abroncsokat készítenek, de népszerű ácsok és hídépítők is.
A mócok által lakott falvak közül Felső-, Közép- és Alsóvidrán, Nyágrán, Aranyosponoron, Fehérvölgyön, Aranyosfőn és Szakadáson főleg cseber-, sajttár- és abroncskészítéssel foglalkoznak. A fehérvölgyiek deszkákat, gerendákat is vágnak, a bisztrényiek és a csertésiek a zsindelykészítés mesterei.
Mócvidéken sokan foglalkoznak bőrmellények és bundák készítésével is, őket bundásoknak, vagy szűcsöknek is nevezik. Edényesek néven ismertek a cseber-, sajtár- és abroncskészítők.
A mócok fenyőből vagy bükkfából készült gerendaházaikat zsindellyel fedik. Minden házban a lócán, ágyon, asztalon vagy korongpadon megtalálható egy hagyományos gyalu, amely segítségével faragják, formázzák a fát.
Az edényesek a piacon és a faluban árusították termékeiket és a kapott pénzért élelmet (kukoricát, búzát és árpát) vásároltak, amit szekéren vagy a lóháton szállítanak haza.
A legszegényebbek az abroncskészítők voltak, akiknek csupán egy lovuk volt. Erre akasztották az abroncsokat és faluról falura járva próbálták értékesíteni azokat. Általában három-négy zsák gabonával tértek haza.
A módosabbak, akiknek lovuk és szekerük is volt, csoportokba szerveződtek és szekereikkel szállították a termékeiket nemcsak az országba, hanem külföldre is.
A tájegység falvaiban gazdag hagyományai vannak a népi építkezésnek. Hagyományos házaik mellett jellemző a sokszögű csűr. Jellegzetesek pajtáik és gazdasági melléképületeik, valamint a népművészeti tárgyaik is.

## Rendezvényeik
Minden év július 20-án megrendezésre kerül a Găina hegyi leányvásár, amely az egyik leghíresebb mócvidéki rendezvény. Ezen sok helyi tehetséges kézműves is bemutatja termékét, de a rendezvényen részt vesznek más alkotók és művészek is az egész országból.

## Turizmus
A terület népi hagyományain kívül ismert gyönyörű tájairól, karsztforrásairól is. Több mint 800 barlang található a környéken, de megtalálható itt a barlangi medve is.

## Nevezetességei
- Aranyosfői-jégbarlang (Peștera Scărișoara)

## Galéria

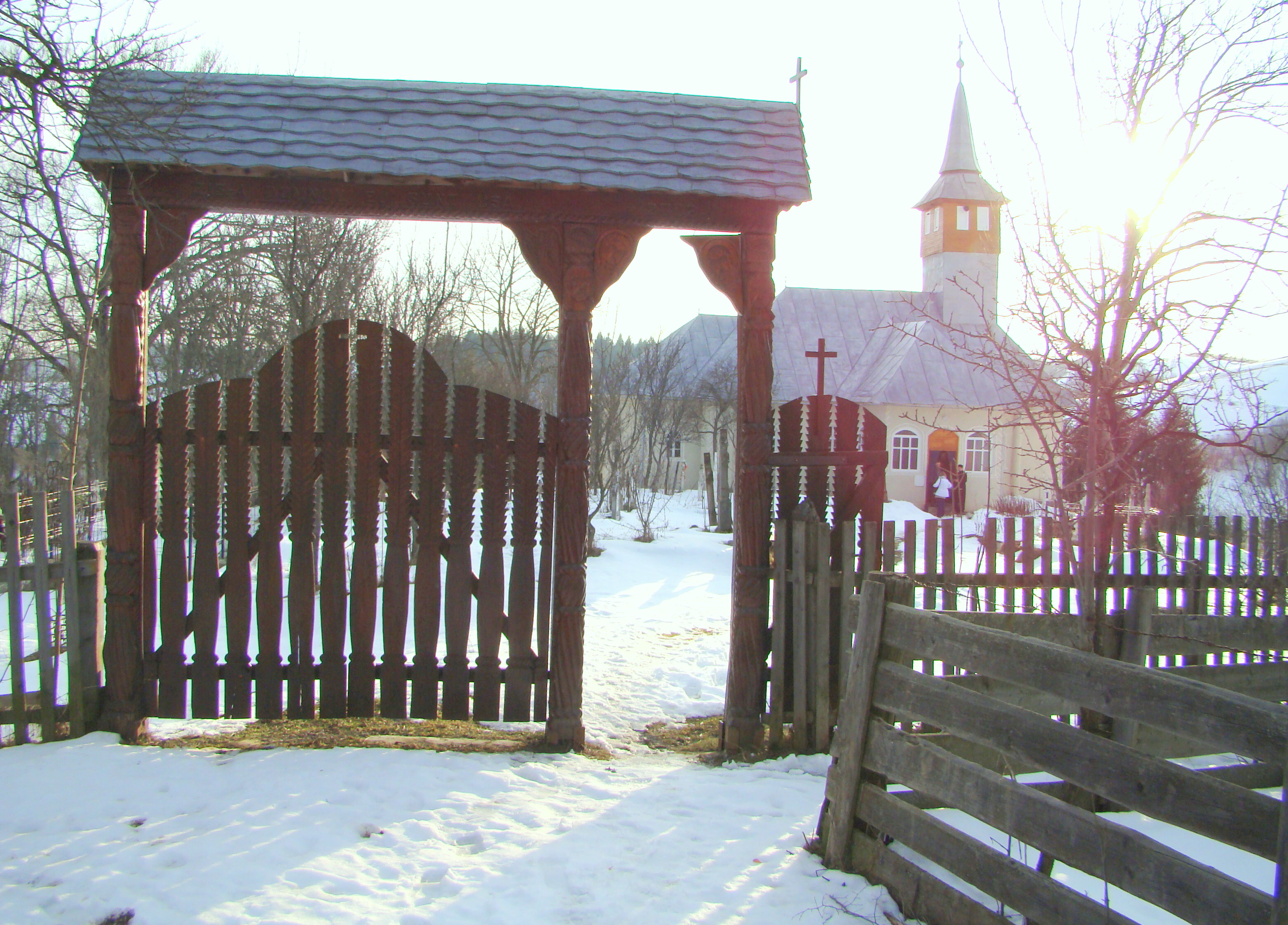
Templom, Csertés
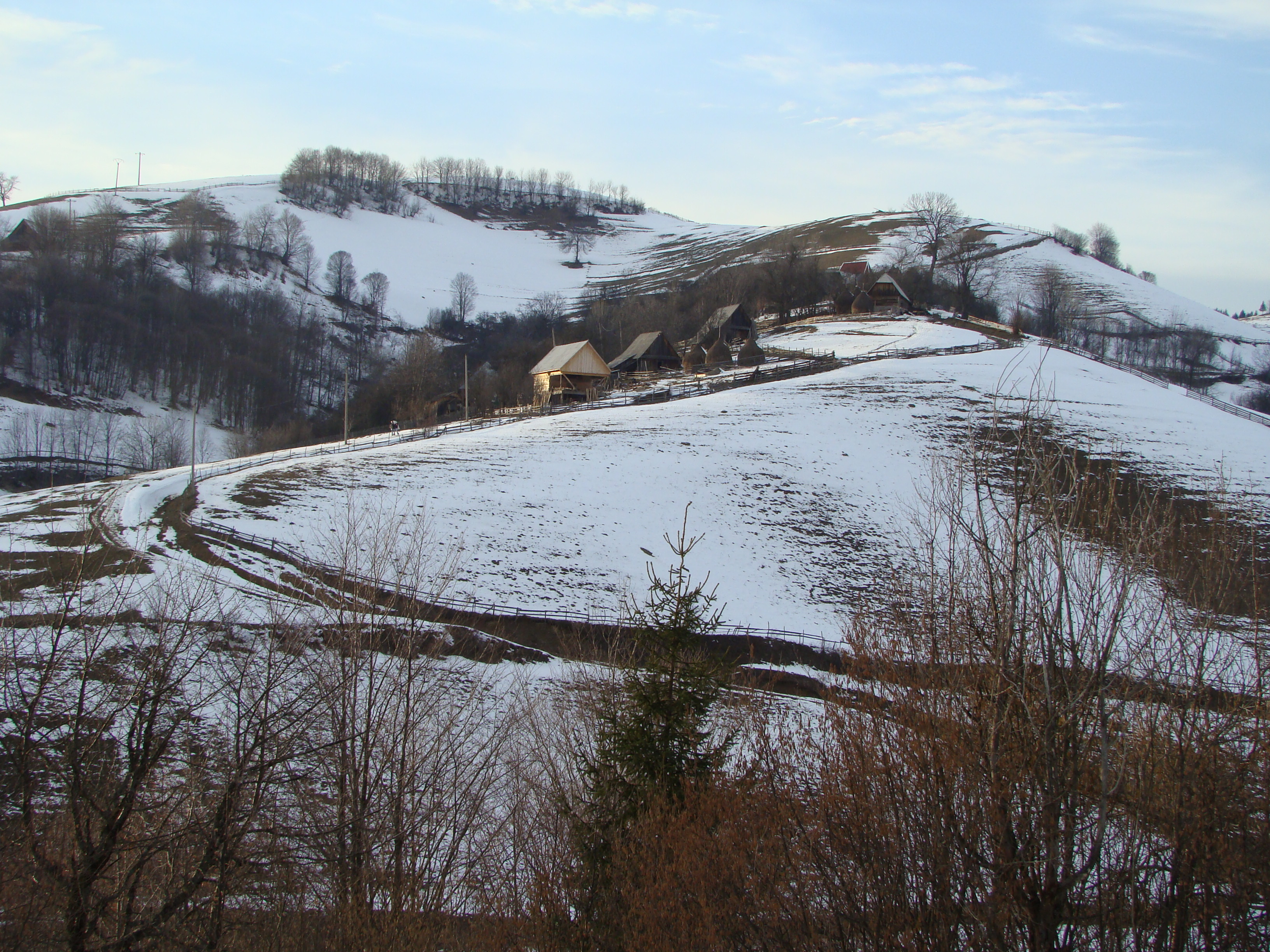
táj Csertés környékén
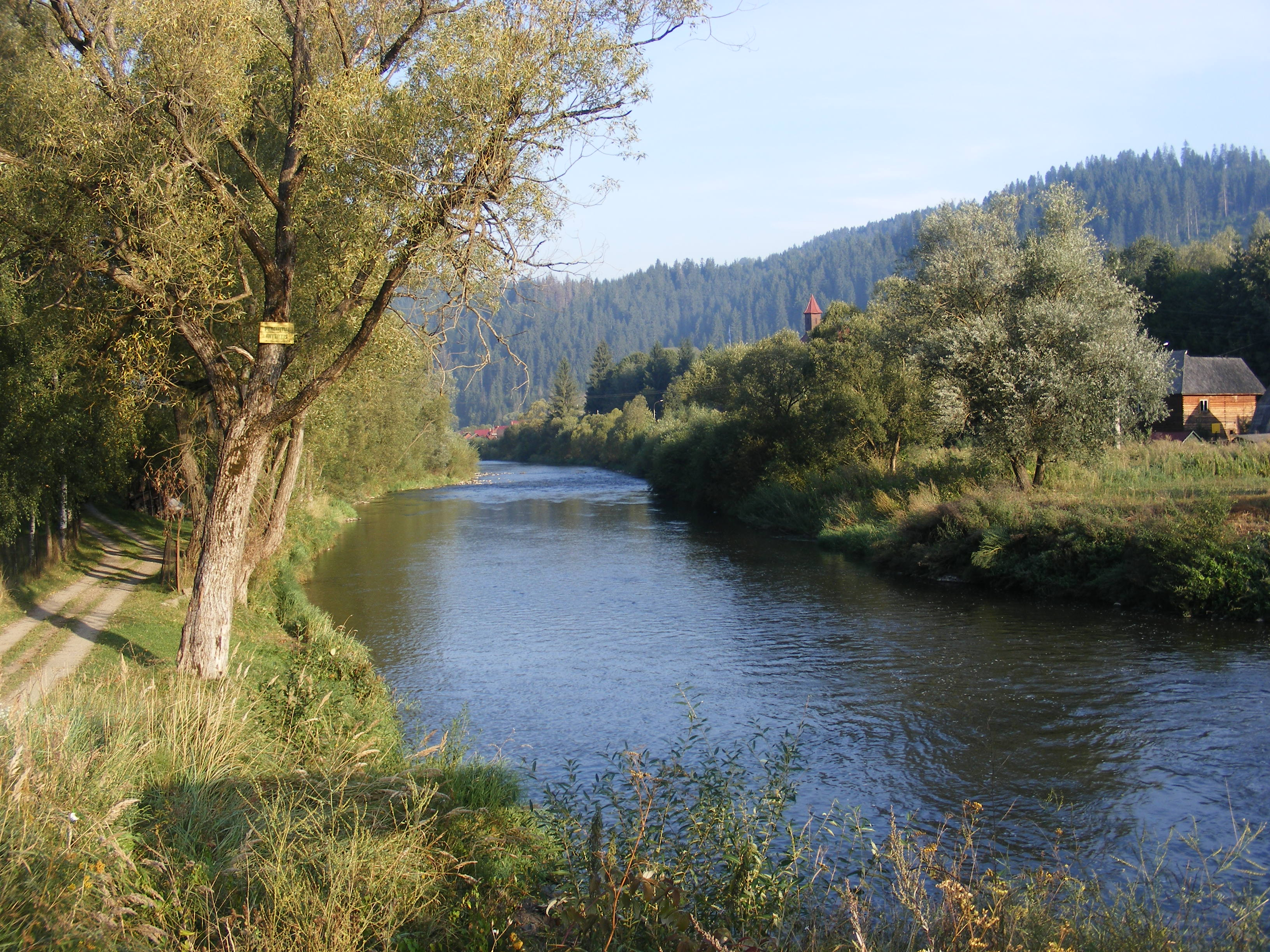
A Maros Nyágra mellett